# Коридорас одноколірний
Коридорас одноколірний (Corydoras concolor) — вид сомоподібних риб з роду Коридорас підродини Corydoradinae родини Панцирні соми.

## Опис
Загальна довжина сягає 7—8 см. Самиця гладкіша за самця, плавці в останнього більше. Голова доволі велика. Очі невеличкі. Рот трохи повернуто донизу. Є 3 пари невеличких вусиків. Тулуб широкий. Спинний плавець доволі великий, з 1 жорсткого та 7 м'яких променів. Жировий плавець маленький. Грудні та черевні плавці розташовано близько одні до одних. Перший промінь анального плавця витягнуто донизу. Хвостовий плавець виїмчастий, лопаті широкі.
Забарвлення синювато-сіре зі смарагдово-зеленим блиском на зябрових кришках. Задня половина тулуба іржаво-помаранчевого забарвлення. В області очей присутній візерунок у вигляді темної маски. Спинний, анальний, жировий та хвостовий плавці червонувато-коричневого кольору.

## Спосіб життя
Є демерсальною рибою. Воліє до прісної та чистої води. Утворюють невеличкі групи. Активна в присмерку та вночі. Живиться комахами, дрібними ракоподібними, рослинними речовинами, детритом. Полює на здобич біля дна.
Шлюбний період настає після сезону дощів. Самиця відкладає до 30 яєць в отвори між каміннями або під каміння. Після цього самець їх запліднює. Інкубаційний період триває 4 дні.
Акваріумісти не дуже полюбляють їх розводити, оскільки риби важко розмножуються у неволі.
Тривалість життя становить 8—13 років.

## Розповсюдження
Мешкає в басейні річок Оріноко і Мета в межах Венесуели та Колумбії.